# 北軽井沢駅
北軽井沢駅（きたかるいざわえき）は、かつて群馬県吾妻郡長野原町大字北軽井沢にあった、草軽電気鉄道草軽電気鉄道線の駅である。

## 歴史
1918年（大正7年）6月15日に草津軽便鉄道の地蔵川駅（じぞうがわえき、一部の文献やウェブサイトでは地蔵川停留所と表記）として開業した。その後、地蔵川駅の近接地域に開発された別荘地である「法政大学村」（現在の一般社団法人北軽井沢大学村組合、通称「大学村」）により駅舎が改築・寄贈され、1927年（昭和2年）に草津電気鉄道（1924年（大正13年）に草津軽便鉄道より社名変更）の北軽井沢駅へと改称された。駅名の由来は軽井沢の北側に位置していたため。屋根の形が善光寺をモデルにした駅舎となっており、駅舎正面の欄間には、「大学村」の開村に関わりの深い「法政大学」の頭文字である「H」が刻まれている。1939年（昭和14年）4月28日に草軽電気鉄道（草津電気鉄道より社名変更）の駅となったが、1949年（昭和24年）に発生した台風による沿線各所への被害、1950年（昭和25年）および1959年（昭和34年）に発生した台風による吾妻川橋梁の流失などの度重なる災害が影響し、1960年（昭和35年）4月25日に新軽井沢駅 - 上州三原駅間の廃止に伴い廃駅となった。

### 年表
- 1918年（大正7年）6月15日：草津軽便鉄道の地蔵川駅（夏期のみ営業の臨時駅[6]）として開業[1][4]。
- 1919年（大正8年）9月22日：当駅を常設駅に変更届出[7]。
- 1924年（大正13年）2月15日：草津電気鉄道に社名変更。同社の駅となる。
- 1927年（昭和2年）：「大学村」より駅舎を寄贈[3]。北軽井沢駅に改称[8]。
- 1930年（昭和5年） - 駅舎が新築される（現存）[9]。なお、駅舎の竣工は駅名を改称した1927年とするものがある[1]。
- 1939年（昭和14年）4月28日：草軽電気鉄道に社名変更。同社の駅となる。
- 1960年（昭和35年）4月25日：新軽井沢駅 - 上州三原駅間廃止により廃駅となる[1][8]。
- 2005年（平成17年）：旧駅舎を改修[9]。
- 2006年（平成18年）11月29日：旧駅舎を国の登録有形文化財として登録[9]。
- 2010年（平成22年）7月：モニュメントとしてデキ12形電気機関車の実物大木製模型を設置[4]。

## 駅周辺
浅間隠山の西側の麓に位置し、駅周辺は住宅地となっている。駅南側には浅間牧場が広がっており、南西方向には浅間山がある。
- 群馬県道54号長野原倉渕線
- 国道146号
- 北軽井沢住民センター
- 北軽井沢観光協会 北軽井沢ふるさと館
- 大学村組合管理事務所
- 牧宮神社
- 長野原町立北軽井沢小学校

## 駅跡

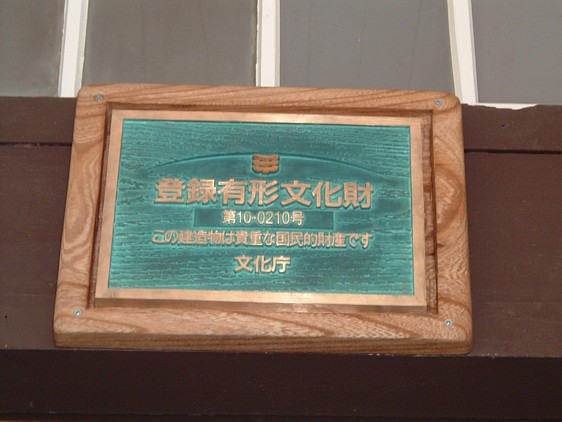
北軽井沢駅舎が登録有形文化財として登録されたことを示すプレート

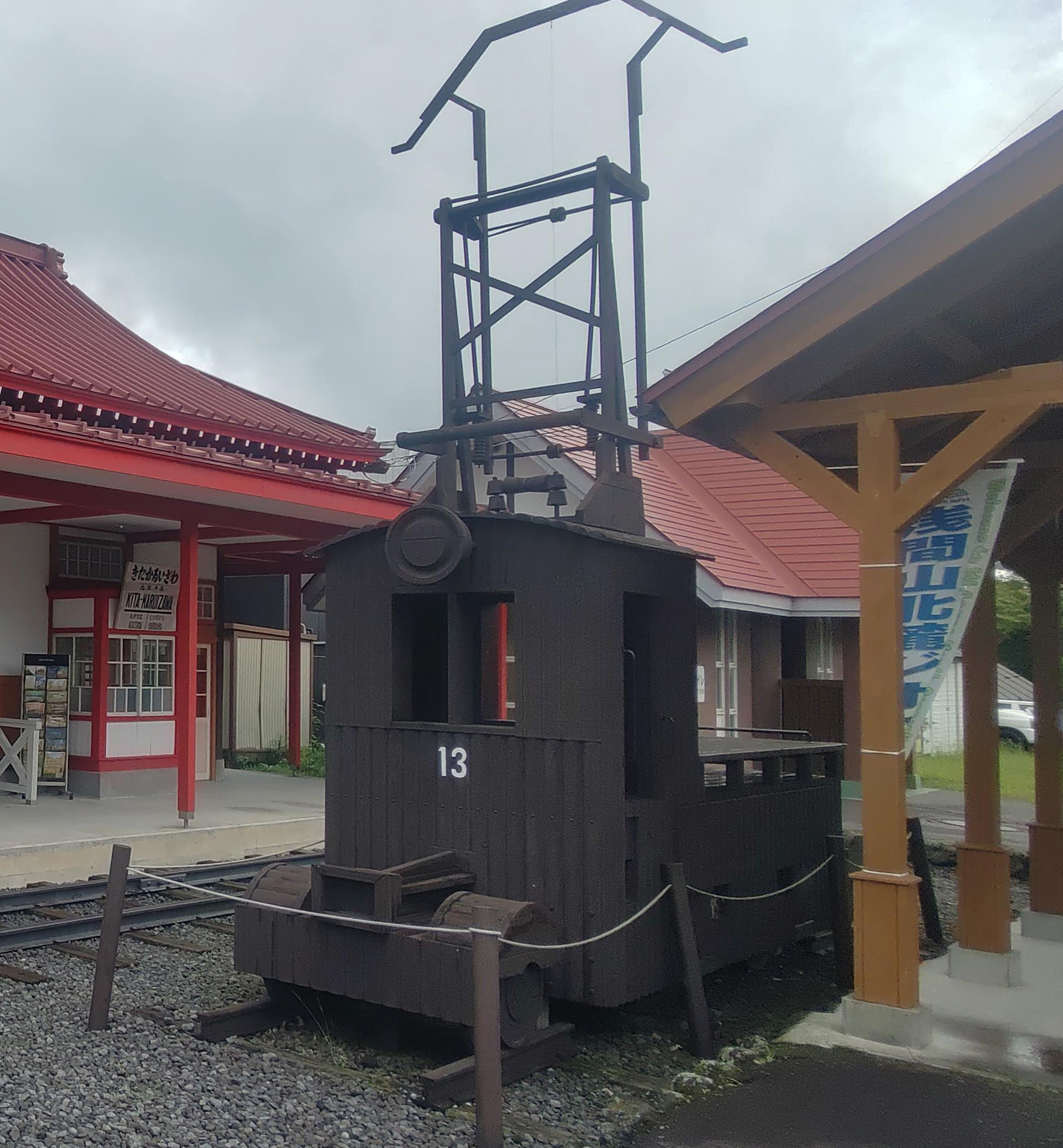
旧北軽井沢駅展示デキ12形電気機関車模型

旧駅舎は、廃線後に草軽交通の事務所と法政大学OBが運営する喫茶店として使用された。2005年（平成17年）に長野原町に譲渡され改修工事を実施、翌2006年（平成18年）9月15日には国の文化審議会が登録有形文化財に登録するよう答申、同年11月29日に「旧草軽電鉄北軽井沢駅駅舎」として文化庁より登録有形文化財として登録された。現在は北軽井沢観光協会が管理しており、夏期などに期間限定で無料開放されている。なお、旧草軽電気鉄道の駅舎で現存しているものは当駅のみとなっている。
2010年（平成22年）7月より、駅舎裏には現役時代のホームと線路が再現整備され、木製模型のデキ12形電気機関車が実物大モニュメントとして設置・展示されている。北軽井沢のシンボルとして「北軽井沢コンソーシアム協議会」（現在の浅間高原北軽井沢じねんびと）が企画立案・製作し、模型の設計・施工は光建築工房有限会社が行った。

## その他
当駅は日本初のカラー映画、『カルメン故郷に帰る』（1951年公開）のロケ地にもなっており、主人公のカルメン（高峰秀子）らが列車から降り立つ駅として登場する。

## 隣の駅
草軽電気鉄道
草軽電気鉄道線
（臨）湯沢駅 - 北軽井沢駅 - 吾妻駅